# 松叶薹草
松叶薹草（学名：Carex rara）是莎草科薹草属的植物。分布在尼泊尔、日本、朝鲜、印度东北部以及中国大陆的广东、吉林、黑龙江、江苏、西藏、湖南、四川、浙江、云南、辽宁、江西、安徽等地，生长于海拔1,000米至3,300米的地区，一般生于林缘、林下、山溪旁及阴湿草地，目前尚未由人工引种栽培。

## 别名
假松叶薹草（东北草本植物志） 独穗薹草（江苏植物志）